# Vuélveme a querer (canción)
«Vuélveme a querer» es el segundo sencillo de la cantante y actriz mexicana Thalía, de su álbum Latina. El tema, compuesto por Sergio George y Mauricio Rengifo, fue publicado en la tienda de música digital Itunes. Debutó en el segundo lugar del conteo y fue incluida en la preventa del álbum junto con su anterior sencillo desde el 29 de abril de 2016. También el mismo día fue lanzado en YouTube un video audio que en tan solo 12 horas logró más de 90 mil reproducciones. La canción fue certificada con Disco de Oro en México por vender 30,000 Copias.
El video cuenta con  más de 29 millones de reproducciones en YouTube.
«Vuélveme a querer» también se publicó en un Remix (Urban Version) con el cantante reguetonero Tito el Bambino.

## Composición y letra
"Vuélveme a Querer" fue escrita por Mauricio Rengifo y Sergio George y producida por Rengifo, Armando Ávila y Andres Torres. Ávila también fue responsable de arreglos, dirección musical, batería, piano, B3, guitarras eléctricas y acústicas, teclados y programación; Rengifo y Torres también proporcionaron arreglos y dirección musical, con Torres también proporcionando batería. Su instrumentación consiste en guitarra acústica, guitarra eléctrica, órgano, piano, batería y teclados.
La canción es una balada de rock latino sobre tratar de reavivar la pasión con un amante, y la cantante habla sobre las diferentes etapas del amor. Thalía habló sobre la canción en una entrevista para Semana, diciendo: "En mi carrera, siempre ha habido esta dualidad entre la persona divertida y la romántica. Es una balada poderosa como nunca lo había hecho antes. Creo que es una de mis mejores baladas ".

## Lanzamiento y recepción
"Vuélveme a querer" fue lanzado como el segundo sencillo del álbum el 29 de abril de 2016 como descarga digital. Una versión de bachatón de la canción con el cantante puertorriqueño Tito "El Bambino" fue lanzada el 24 de junio de 2016.
Thom Jurek de AllMusic la llamó una canción poderosa que "comienza como una tierna balada pop y se transforma en un himno de rock latino en el tiempo del vals". Alejandro Mendoza de Farándula quedó impresionado con sus letras, señalando que "suena cerca y directamente al corazón".

## Video/Remixes
La fotografía del videoclip cayó en manos de Horacio Ontiveros y la dirección en el argentino Gustavo Garzón, quien fue director de éxitos de la cantante en la década de los 90 como fueron «Mujer latina», «Por amor» y «Amor a la mexicana».
Las encargadas de los vestuarios, maquillajes y peinados fueron sus amigas Irma Martinez, Claudia Betancur y Jennifer Matos. Según relató Irma, en una de las escenas, Thalía usó un vestido diseñado por Michael Costello, especialmente para ella. También, se podía ver a Thalía con un peinado al estilo de Brigitte Bardot. Fueron publicados videos de ellas en su cuenta oficial de la red social Snap mientras se encontraban en el set oficial. Finalmente el video fue publicado en su canal oficial de Vevo el 10 de mayo de 2016.
REMIXES:
1- Vuelveme a Querer (Álbum Versión)
2- Vuelveme a Querer (Urban Remix) Feat. Tito El Bambino
3- Vuelveme a Querer (Urban Radio Edit) Feat. Tito El Bambino￼

## Presentaciones en vivo
La presentación en vivo del sencillo se llevó a cabo el 8 de mayo de 2016 en el programa Nuestra Belleza Latina.

## Posicionamiento en las listas
| Listas (2016)                              | Posiciones |
| ------------------------------------------ | ---------- |
| México Español Airplay (Billboard)         | 6          |
| México Airplay (Billboard)                 | 40         |
| Estados Unidos Latin Pop Songs (Billboard) | 20         |

## Certificaciones
| País   | Proveedor | Certificación | Ventas Certificadas |
| ------ | --------- | ------------- | ------------------- |
| México | AMPROFON  | Disco de Oro  | 30 000              |